# Le Cateau-Cambrésis
Le Cateau-Cambrésis (Nederlands: Kamerijkskasteel) is een gemeente en stad in het Noorderdepartement (Frans: département du Nord), regio Hauts-de-France, in Frankrijk. De gemeente telde op 1 januari 2022 6.846 inwoners. De inwoners noemen zich Catésiens.

## Geschiedenis
In de 9e eeuw ontstond de stad Chastel-en-Cambrésis door samenvoeging van twee tegenover elkaar gelegen plaatsen aan de rivier de Selle. In 1001 kreeg de bisschop van Kamerijk van keizer Otto I markt- en muntrecht voor de stad en het recht er vestingwerken aan te leggen. De stad is vooral bekend vanwege de Vrede van Cateau-Cambrésis, die hier in 1559 werd getekend.
Cateau is de Picardische vorm van Château.

## Bezienswaardigheden
- Hôtel de Ville (1705), gemeentehuis
- Musée Matisse in het Palais Fénelon, het 18e-eeuwse paleis van de aartsbisschoppen van Kamerijk[2]

Bovendien liggen onder tal van huizen middeleeuwse kelders.
Op het grondgebied van de gemeente liggen enkele militaire begraafplaatsen met gesneuvelden uit de Eerste Wereldoorlog:
- Le Cateau Military Cemetery
- Le Cateau Communal Cemetery
- Highland Cemetery (Le Cateau)
- Quietiste Military Cemetery
- Deutscher Soldatenfriedhof Le Cateau

## Geografie
De oppervlakte van Le Cateau-Cambrésis bedroeg op 1 januari 2022 27,24 vierkante kilometer; de bevolkingsdichtheid was toen 251,3 inwoners per km². De gemeente ligt in de vallei van de Selle op 25 kilometer van Cambrai.

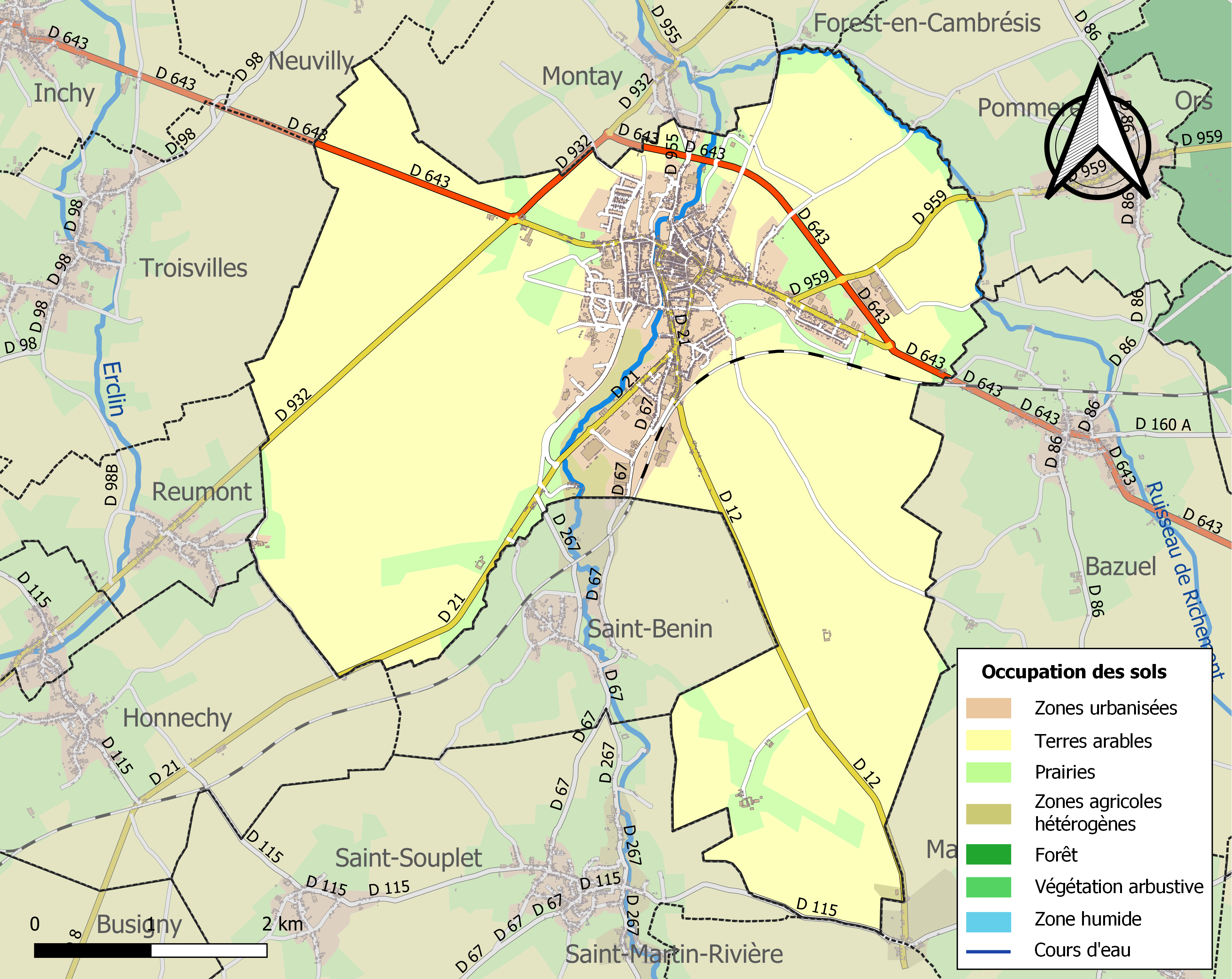
Kaart van de gemeente met belangrijkste infrastructuur, bodemgebruik en omliggende gemeenten

## Verkeer en vervoer
In de gemeente ligt het spoorwegstation Le Cateau.

## Demografie
Onderstaande figuur toont het verloop van het inwonertal (bron: INSEE-tellingen).

## Cultuur

### Streekproducten
- Vivat, een blond Ale-bier van L'Abbaye du Cateau.

## Geboren in Le Cateau-Cambrésis
- Adolphe Mortier (1768–1835), maarschalk onder Napoleon
- Henri Matisse (1869–1954), kunstschilder
- Pierre Nord (1900-1985), militair en schrijver